# Kaare Bache
Kaare Erling Bache (ur. 28 kwietnia 1898 w Tjøme, zm. 13 marca 1978 w Oslo) – norweski lekkoatleta.
W 1920 wystartował na igrzyskach olimpijskich, na których odpadł w kwalifikacjach trójskoku, zajmując 9. miejsce z wynikiem 13,64 m.
26 razy stawał na podium mistrzostw kraju: dziesięciokrotnie w skoku w dal z miejsca, ośmiokrotnie w skoku wzwyż z miejsca, pięciokrotnie w trójskoku i trzykrotnie w dziesięcioboju. W tej pierwszej konkurencji zwyciężał w 1919, 1921, 1925, 1926, 1928, zajmował drugie miejsce w 1923 i 1927 oraz był trzeci w 1922, 1924 i 1929. W tej drugiej konkurencji wygrywał w 1919, 1921 i 1923, zdobywał srebro w 1922, 1924 i 1926 oraz brąz w 1925 i 1928. W trzeciej konkurencji wywalczył złoto w 1921, srebro w 1923 i brąz w 1926. W ostatniej konkurencji triumfował w 1920 i 1925 oraz plasował się na trzeciej pozycji w 1921, 1922 i 1924. Trzykrotnie pobijał rekord Norwegii w skoku wzwyż z miejsca i czterokrotnie w skoku w dal z miejsca.
Był oficerem rezerwy w norweskiej armii. Z zawodu lekarz dentysta.